# Creu de Vilapou
La Creu de Vilapou, també anomenada Creu del Calvari, de les Tres Creus o de la Punyalada, és una creu de terme d'Olesa de Montserrat (Baix Llobregat) inclosa a l'Inventari del Patrimoni Arquitectònic de Catalunya.

## Descripció
De l'antiga creu de Vilapou es conserven diverses restes: d'una banda el sòcol i part del fust, ubicats a l'antic escorxador municipal, i de l'altra, el capitell fragmentat i bona part del fust, a L'Arxiu Històric Municipal. Per aquestes restes conservades i per imatges antigues conservades a l'arxiu, la creu estava composta per una graonada, el sòcol de planta circular, el fust octogonal, llis d'una sola peça, el capitell-magolla esculpit i una creu de ferro. El capitell és la part millor conservada. Es tracta d'un volum prismàtic amb motllura superior i inferior, amb vuit cares decorades amb elements esculpits. En elles s'alternen cares amb figuretes, probablement religioses, amb altres plenes d'ornamentació vegetal: poms florals de repertori clàssic.

## Història
Hi ha referències documentals que indiquen que la creu estava situada a l'encreuament de dos camins: el Reial a Barcelona i el d'accés principal a l'horta de Vilapou. Aquesta creu coneguda també amb els noms de creu del Calvari, les Tres Creus i en el segle XX també com Creu de la Punyalada, va ser enderrocada en el transcurs de la dècada dels anys 70 perquè provocava problemes d'humitats a la casa propera, dipositant-se les seves restes a l'antic escorxador municipal i a l'arxiu històric municipal. Les referències més antigues que d'ella es tenen datan del segle xviii i la relacionen amb l'última estació del Via Crucis, la XXa que correspon a la mort de Crist en el Calvari, és per aixòque aquesta creu és coneguda també amb aquest nom. El nom de Creu de les Tres Creus té relació amb la prescripció eclesiàstica que manava que cada estació del Via Crucis fos indicat amb una creu, i el darrer, amb tres.